# 日本女子プロゴルフ協会TPD非会員登録制度
TPD非会員登録制度（てぃぴぃでぃひかいいんとうろくせいど）は、日本女子プロゴルフ協会（JLPGA）が設ける、プロ選手登録制度の一種。「TPD特別登録」と称することもある。

## 来歴
1980年代以降、ファン層の減少、業容の縮小などの長期凋落傾向にあった日本女子プロゴルフ協会（JLPGA）は、これを打開するため、2000年代に入ると、経営革新の諸施策の打開策に努めた。
2002年には、管下のプロゴルファーについても、従来、「日本女子プロゴルフ協会会員」として混然と取り扱っていたものを、管轄事業部を新設し各事業部ごとに分類して明確化し、TPD（トーナメントプレイヤーズ・ディビジョン）会員、GBD（ゴルフビジネス・ディビジョン）会員に区別して管理することとした。これに伴い、いわゆる「ツアープロ」はTPD事業部に、「ティーチングプロ」はGBD事業部の管轄に属することになった。
併せて、TPD事業部においては、各プロ競技機関の施策を参考として、女子ゴルフツアーの活性化・新規参加選手に対する門戸開放を目指し、プロテストに合格した会員ではない選手であっても、QT（クオリファイイング・トーナメント）最終予選会を通過した場合には所定の出場試合数制限を加えた上でレギュラーツアーへの出場資格を与え、出場したツアートーナメントにおいて優勝すればプロテストの実技試験を免除して正会員登録の資格を与えるという、当制度を発足させた。

## インパクト
当制度導入による効果は覿面であり、宮里藍、藤田幸希、佐伯三貴、張娜、裵宰希、三塚優子、キム・ソヒ、原江里菜などをはじめ、多数の学生選手や、アジア・オセアニア圏を中心とする外国人ゴルファーの参入・活性化を具現し、日本女子ゴルフツアーの人気挽回に貢献、選手層の若年化や国際化に貢献した。その後、毎年常時50名以上のLPGA非会員登録者が在籍している。

## エピソード
- 2002年、TPD会員・GBD会員に分別の初年度においては、自己申告による出願方法を取ったため、2001年11月下旬に各会員に通知書が郵送された。返信用のそれには、「TPD会員」、「GBD会員」、「両方に登録」の3つのカテゴリーがあり、自ら選択・チェック記入して返送する様式になっていたが、締切の2001年12月16日迄の返送未着が100件以上にのぼり大騒ぎとなった。

同年まで3年連続賞金女王の不動裕理、その座を争った藤井かすみをはじめ、100名余のプロからの返信が未着で、慌てたLPGA事務局が催促し、1月末までの返信猶予期間が設けられることとなった。
これは、連絡書面上には、「返信がない場合には非活動のGBD会員として登録されます」という一文があったため、誤解が生じ「非活動だから返信しなくていい」という誤解が発したことによる。TPD部門長（小林法子）、GBD両部門長（清元登子）自らが、積極的に事態の解決に当たった。